# Huvahandhoo (Haa Alif-atol)
Huvahandhoo is een van de onbewoonde eilanden van het Haa Alif-atol behorende tot de Maldiven.
Het bedrijf Jausa Fisheries wilde in 2006 samen met de overheid van de Maldiven investeren in het eiland voor de vangst van gestreepte tonijn. De overheid trok zich echter terug uit de investering.